# Mario Marzo
Mario Marzo Maribona (Madrid, 2 de mayo de 1995) es un actor, pianista y podcaster español. Es conocido por interpretar a Lucas en Los protegidos. Desde finales de 2015 realiza video blogs para la plataforma YouTube.

## Biografía
Nació en Madrid en 1995. Mario Marzo Maribona es un actor español, que tiene un grupo que se llama Thinking Grey que consiguió ser Trending Topic en España dos veces sin haber sacado ninguna canción. A finales del 2013 se unió a Capman, grupo de jazz y rock en el que se encuentra Nacho Aldeguer. La banda iba a "reencontrarse" otra vez con los seguidores de dicho grupo después de mucho tiempo en la sala Barco de Madrid con nuevos temas pero Mario no pudo asistir al que fuera su primer concierto debido a un desprendimiento de retina que tuvo días antes y que le impidió hacer vida normal durante un mes.
De familia de músicos, comienza a estudiar piano con sus padres a la edad de 6 años. Después de trabajar con Gerardo López Laguna, finaliza el Grado Profesional con este último a los 18 años, consiguiendo la distinción de Premio Extraordinario Fin de Grado en las especialidades de Piano, Música de Cámara y Acompañamiento, obteniendo también el Premio Extraordinario de Música de la Comunidad de Madrid.
Ha actuado como solista con la Banda de Música del Conservatorio Profesional de Música de “Amaniel” y fue igualmente seleccionado por el Real Conservatorio Superior de Música de Madrid para actuar como solista junto a la Orquesta Sinfónica de dicho conservatorio en el Auditorio Nacional bajo la batuta de Jesús Amigo, en marzo de 2016.
Galardonado en concursos como el Concurso Veguellina de Órbigo de León y el Concurso Intercentros de la Comunidad de Madrid, ha grabado un recital de Piano y Música de Cámara en el ciclo “Jóvenes Intérpretes” de Radio Nacional de España en enero de 2014, continuando su formación con Galina Egliazarova y Jorge Luis Prats.
Tras finalizar sus tres primeros cursos de Grado Superior con Matrícula de Honor en el Conservatorio Superior de Música de Madrid bajo la dirección de Ana Guijarro, actualmente continúa su formación en la Hochschule für Musik “Hanns Eisler” de Berlín con Eldar Nebolsin.
Ha ofrecido recitales en la Hammerklavier International Series de Barcelona, en el Steinway Hall de San Francisco, en Berlín y en Madrid, entre otros.
En 2019 se convierte en cofundador de "9 The Brand", la primera marca de moda regenerativa del mundo.
Es presentador de dos podcasts: ¿Quieres ser mi amigo? antes publicado en YouTube   y spotify pero actualmente exclusivo de Podimo. Y ¿Quieres ser mi padre? exclusivo de Podimo.

## Vida personal
En abril de 2022 contrajo matrimonio con la violinista y exmodelo Ana Campo. En agosto de ese mismo año, anunció que sería padre de mellizos. A mediados de enero del 2023 nacen sus mellizos Luca y Leo Marzo.

## Filmografía

### Series
| Año         | Título                     | Personaje            | Cadena      | Notas        |
| ----------- | -------------------------- | -------------------- | ----------- | ------------ |
| 2010 - 2012 | Los protegidos             | Lucas Castillo López | Antena 3    | 40 episodios |
| 2016        | El hombre de tu vida       | Adrián               | La 1        | 1 episodio   |
| 2019        | Circular                   | Ricard               | Playz       | 2 episodios  |
| 2021 - 2023 | Los protegidos: El regreso | Lucas Castillo López | Atresplayer | 10 episodios |
| 2022        | Historias de Protegidos    | Lucas Castillo López | Atresplayer | 1 episodio   |

### Programas
| Año             | Título                     | Función              | Cadena      |
| --------------- | -------------------------- | -------------------- | ----------- |
| 2021            | Prodigios                  | Consultor del jurado | TVE         |
| 2023            | Showriano                  | Colaborador          | Movistar +  |
| 2023            | Pasapalabra                | Invitado             | Antena 3    |
| 2023 - presente | OT al día                  | Colaborador          | Prime Video |
| 2024            | Generación TOP             | Invitado             | La Sexta    |
| 2025            | Bake Off: Famosos al horno | Concursante          | La 1Ganador |

### Cine
| Año  | Título        | Personaje | Director           |
| ---- | ------------- | --------- | ------------------ |
| 2013 | Los inocentes | Álex      | Carlos Alonso Ojea |

### Cortometrajes
| Año  | Título           | Personaje | Director     |
| ---- | ---------------- | --------- | ------------ |
| 2015 | La cueva sagrada | Carlos    | Aleix Massot |

### Podcast
| Año             | Título                 | Función     | Notas |
| --------------- | ---------------------- | ----------- | --- |
| 2021 - presente | ¿Quieres ser mi amigo? | Presentador | Dos desconocidos se hacen amigos en directo semana tras semana. Mario y Dane coincidieron en una fiesta de divorcio y se juntarán cada domingo para descubrir el significado de la amistad. O no. |
| 2023- presente  | ¿Quieres ser mi padre? | Presentador | Dos amigos se juntan a discutir con pelos y señales sus experiencias durante el embarazo de sus parejas y los primeros momentos de la paternidad.                                                 |

## Maquetas
- Overtone (Thinking Grey)
- Mucho Amor (Capman)